# Gomper
«Gomper» es una canción de la banda británica de rock The Rolling Stones, incluida como séptima pista de su álbum Their Satanic Majesties Request, editado en 1967. 
Escrita por Mick Jagger y Keith Richards, fue grabada en los Olympic Studios de Londres entre el 10 y 12 de agosto de 1967. Matthew Greenwald, en su review de la canción para Allmusic, dijo: "Es una especie de versión de los Stones de «Within You, Without You» de The Beatles, esta canción de amor psicodélico celebra un amor idílico en un entorno natural y posiblemente, durante un viaje de ácido. A pesar de que la letra tienen un encanto de época, es la música que ha envejecido bien. Sobre una base de ritmos marroquíes y líneas melódicas de la India, la canción cuenta con una de las mejores actuaciones de Brian Jones en el álbum, esta vez con el dulcimer. Tablas, extrañas percusiones, órganos y flautas crean una atmósfera verdaderamente de viaje, algo que recuerda a «Sing This All Together (See What Happens)».

## Personal
Acreditados:
- Mick Jagger: voz.
- Keith Richards: guitarra eléctrica, guitarra acústica de 12 cuerdas, coros.
- Brian Jones: mellotron, dulcimer eléctrico, flauta dulce, percusión.
- Charlie Watts: batería, tabla.
- Bill Wyman: bajo.
- Nicky Hopkins: órgano.